# Putovnica Paname
 Putovnica Paname putna je isprava koja se državljanima Paname izdaje za putovanje i boravak u inozemstvu, kao i za povratak u zemlju. 
Za vrijeme boravka u inozemstvu, putna isprava služi za dokazivanje identiteta i kao dokaz o državljanstvu.
Putovnica Paname se izdaje za neograničen broj putovanja.

## Jezici
Putovnica je ispisana španjolskim jezikom kao i osobne informacije.

### Stranica s identifikacijskim podacima
- Fotografija vlasnika (digitalna slika tiskana na stranici)
- Tip (P)
- Kodirati (PAN)
- Nacionalnost
- Broj putovnice
- Prezime
- Imenima
- Sex (Spol)
- Osobni broj
- Mjesto rođenja (samo zemlje na popisu, čak i ako je rođen u Panami)
- Vlast
- Nositelja potpis (digitalna slika tiskana na stranici)
- Datum izdavanja
- Rok trajanja
- Strojnočitljiva zona počinje sa P <PAN